# Diidrotachisterolo
Il diidrotachisterolo è un analogo della vitamina D, strutturalmente correlato al calciferolo, ed è esso stesso considerato una vitamina del gruppo D.

Rispetto al calciferolo, il diidrotachisterolo possiede un'attività antirachitica assai più debole, probabilmente perché dotato di scarsa influenza sull'assorbimento intestinale di calcio.

Il diidrotachisterolo è in grado di aumentare la calcemia con un effetto simile a quello del paratormone.

## Farmacocinetica
Rispetto al calciferolo, il diidrotachisterolo ha un'emivita più breve e, per poter essere trasformato in composto attivo, richiede solo un'idrossilazione in posizione 25.

Il diidrotachisterolo pertanto non necessita della 1-idrossilazione renale, cioè della attivazione ad opera del rene.
Infatti il 25-OHDHT è attivo anche nei ratti nefrectomizzati.

Il diidrotachisterolo viene metabolizzato nei reni, per idrossilazione in posizione 24.

## Usi clinici
Il diidrotachisterolo rappresenta una valida alternativa al calciferolo o all'ergocalciferolo nella terapia dell'ipoparatiroidismo e dello pseudoipoparatiroidismo, nell'ipofosfatemia familiare (rachitismo resistente alla vitamina D), nell'ipocalcemia indotta da tiroidectomia con paratiroidectomia, nell'osteoporosi, nell'insufficienza renale cronica, per controllare l'iperparatiroidismo e trattare l'osteodistrofia renale.

## Effetti collaterali ed indesiderati
Essi dipendono essenzialmente dalla ipercalcemia. Si osservano: anoressia, nausea, vomito, diarrea, astenia, perdita di peso, calcificazioni, insufficienza renale, calcoli renali, anemia, convulsioni.

Più raramente, in caso di ipercalcemia grave, cefalea, vertigini, tinnito, crampi addominali, sete, poliuria, atassia, albuminuria.

## Controindicazioni
È controindicato in caso di insufficienza renale o di iperfosfatemia.

Deve essere somministrato con cautela onde evitare rischi di sovradosaggio. Durante il primo mese di terapia, la calcemia deve essere misurata almeno una volta alla settimana e poi periodicamente (in genere con cadenza mensile).

## Dosi terapeutiche
Il diidrotachisterolo è disponibile in soluzione oleosa e va somministrato per via orale.

Il dosaggio va adattato alle condizioni di ipocalcemia del paziente e deve essere finalizzato al raggiungimento di livelli plasmatici di calcio di 9–10 mg/dl.
Nella ipocalcemia associata e ipoparatiroidismo e nella ipofosfatemia familiare, si somministra 1 mg (pari ad 1 ml di soluzione) una volta al giorno (corrispondente a 3 mg o 120.000 unità di ergocalciferolo).
Nell'ipoparatiroidismo e pseudoipoparatiroidismo, la dose iniziale per adulti è di 0,75-2,5 mg al giorno per i primi giorni, cui fa seguito una dose di mantenimento di 0,2–1 mg al giorno.
Nei pazienti con osteoporosi, la dose giornaliera suggerita è di 0,6 mg da associare alla somministrazione orale di calcio e di fluoruro.

## Interazioni
I farmaci in grado di stimolare gli enzimi microsomiali epatici (fra questi la glutetimide, i barbiturici e la fenitoina), in quanto stimolano gli enzimi microsomiali epatici, accelerano il metabolismo del diidrotachisterolo con conseguente abbassamento dei livelli plasmatici.

La colestiramina e il colestipolo riducono l'assorbimento intestinale di tutte le vitamine liposolubili.